# Christer Sjögren
Christer Sjögren (født 6. april 1950 i Hagfors, Sverige) er en svensk sanger. Han var sanger i Pelles orkester, fra 1978 i Vikingarna. I julen 2010 turnerede han med Elisabeth Andreassen.

## Diskografi
- Andliga sånger (1989)
- Andliga sånger 2 (1993)
- När ljusen ska tändas därhemma (1994)
- Varför är solen så röd (1996)
- Ett julkort från förr (2000)
- För kärlekens skull (2003)
- Love Me Tender (2004)
- King Creole (2006)
- Älskade andliga sånger (2007)
- Jubileum - 40 år med Christer Sjögren (2008)
- Mitt sköna sextiotal (2008)
- Schlagerminnen (2009)
- En stjärna lyser i natt (2010)
- Kramgoa låtar 2011 (2011)
- Lotta & Christer (Christer Sjögren & Lotta Engberg) (2012)
- Christer Sjögren sjunger Sinatra (2014)